# Abraxas illuminata
Abraxas illuminata là một loài bướm đêm thuộc họ Geometridae. Nó được Warren miêu tả năm 1894. Nó được tìm thấy ở Sikkim và Darjeeling ở Ấn Độ, cũng như Trung Quốc và Đài Loan.
Sải cánh dài khoảng 47 mm.
Ấu trùng ăn Celastrus hindsii.